# شاطئ الصنوبر الأبيض
شاطئ الصنوبر الأبيض هو شاطئ على بحيرة ساسامات في حديقة بيلكارا الإقليمية في بورت مودي، كولومبيا البريطانية. توفر 
ترانسلينك [الإنجليزية] خدمة الحافلات الموسمية في الشاطئ.

## وصلات خارجية
TripAdvisor